# Nate Smith (Schlagzeuger)

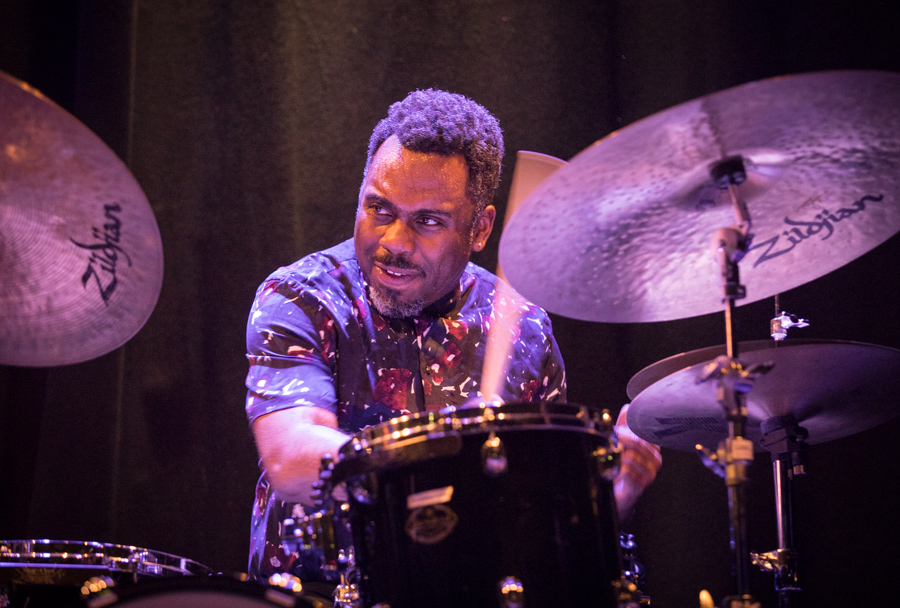
Nate Smith (2017)

Ira Nathaniel „Nate“ Smith (* 14. Dezember 1974 in Chesapeake, Virginia) ist ein US-amerikanischer Jazzmusiker (Schlagzeug) und Filmkomponist.

## Leben und Wirken
Smith begann nach rudimentärem Klavierunterricht sich mit elf Jahren mit dem Schlagzeugspiel zu beschäftigen; zunächst beeinflusst von Rock- und Funk-Musik. Unter dem Eindruck eines Albums von Art Blakey and the Jazz Messengers kam er zum Jazz. Nach dem High-School-Abschluss 1992 studierte er Medienkunst und Design an der James Madison University. Mit seinem Ensemble trat er in dieser Zeit bei der Konferenz der International Association of Jazz Education in Atlanta auf. Dort lud ihn Betty Carter zu gemeinsamen Auftritten ein, u. a. im Blue Note in New York City. Nach dem Collegeabschluss studierte er an der Virginia Commonwealth University. Dort begegnete er Dave Holland, der ihn 2003 in sein Quintett holte, zu hören auf den Alben Critical Mass (2005) und Pathways (2009).
Daneben betätigte sich Smith als Filmkomponist, Songwriter und Musikproduzent. Er schrieb Musik für mehrere Dokumentarfilme von The Discovery Channel und The Learning Channel; ferner arbeitete er mit R&B- und Smooth-Jazz-Musikern wie Marcus Johnson, Moifah, Jareed Arosmana und Alyson Williams. Er leitet die Produktionsfirma Water Baby Music, Inc. Für Michael Jackson war er als Autor an dem Song Heaven Can Wait (Invincible, 2001) beteiligt. Im Bereich des Jazz war er zwischen 2000 und 2018 an 25 Aufnahmesessions beteiligt, u. a. mit Chris Potter, Patricia Barber, Nir Felder, Monday Michiru, Alex Sipiagin, Paul Simon, José James und Walter Smith III In Common 2 (2020). 2017 legte er das Album Kinfolk: Postcards from Everywhere (Ropeadope Records) vor.
Seit 2018 ist Smith fester Bestandteil von The Fearless Flyers, die aus einem Projekt der Funkband Vulfpeck hervorgegangen sind.

## Diskographie
- Workday, Waterbaby Music Vol. 1 (Waterbaby Music, 2008)
- Kinfolk: Postcards from Everywhere (Ropeadope, 2017)
- Pocket Change (Waterbaby Music, 2018)
- Light and Shadow (Waterbaby Music, 2020)
- Kinfolk 2: See the Birds (Edition Records, 2021)